# Rødhovedet and
Rødhovedet and (Netta rufina) er en fugl i familien af egentlige andefugle. Arten har sin hovedudbredelse i Middelhavslandene, Rusland og Centralasien. Hannen kendes på sit røde næb og rødbrune hoved, mens hunnen er gråbrun med mørk kalot. Den forekommer i vegetationsrige søer eller brakvandsområder med klart vand, hvor den dykker efter bundplanter og smådyr eller søger sin føde i overfladen.
Den har en længde på 53-57 cm og dens vingefang er 85-90 cm lang. Den kan blive 10-15 år.
Til Danmark indvandrede rødhovedet and første gang i 1940, hvor den ynglede ved Nakskov. Den blev dog atter erklæret uddød i 1973, hvilket sandsynligvis skyldtes et for stort indhold af næringsstoffer på dens levesteder på det tidspunkt. Efter 2000-tallet er rødhovedet and genindvandret, og arten ynglede i 2011 i Maribosøerne med 8 par. Blandt de europæiske og centralasiatiske andearter har rødhovedet and en af de mindste bestande; Den er regnet som kritisk truet på den danske rødliste 2019,  men den regnes dog ikke som truet ifølge den internationale rødliste.